# Nilomantis floweri
Nilomantis floweri är en bönsyrseart som beskrevs av Werner 1907. Nilomantis floweri ingår i släktet Nilomantis och familjen Iridopterygidae. Inga underarter finns listade i Catalogue of Life.